# Prins van Waterloo

Wapen van de prinsen van Waterloo.

Door koning Willem I der Verenigde Nederlanden werd bij koninklijk besluit van 8 juli 1815, nr. 13, aan de winnaar van de Slag bij Waterloo, de Britse veldheer, maarschalk Arthur Wellesley, eerste hertog van Wellington, de erfelijke titel van prins van Waterloo toegekend met het predicaat Doorluchtigheid; het KB bepaalde dat de titel van prins zou overgaan volgens het recht van eerstgeboorte op zijn mannelijke afstammelingen.
De afstammelingen leven in de Britse Eilanden en behoren krachtens het Nederlandse en Belgische adelsrecht allen tot de Nederlandse adel als leden van de familie Wellesley, én ook tot de Belgische adel (met de titel van prins van Waterloo voor het hoofd van de familie en voor de anderen met de predicaten jonkheer en jonkvrouw). Na het scheidingsverdrag worden de leden van het geslacht ook gerekend tot de Belgische adel, maar hebben zij hun Nederlandse adeldom niet verloren.
Het hoofd van dit geslacht voert onder andere de Nederlandse en Belgische titel prins van Waterloo, maar voert primair de titel Hertog van Wellington (His Grace The Duke of Wellington).

## Lijst van de prinsen van Waterloo (1815- )
- Arthur Wellesley, 1e Prins van Waterloo (1769–1852) vanaf 1815
- Arthur Richard Wellesley, 2e Prins van Waterloo (1807–1884) sinds 1852
- Henry Wellesley, 3e Prins van Waterloo (1846–1900) sinds 1884
- Arthur Charles Wellesley, 4e Prins van Waterloo (1849–1934) sinds 1900
- Arthur Charles Wellesley, 5e Prins van Waterloo (1876–1941) sinds 1934
- Henry Valerian George Wellesley, 6e Prins van Waterloo (1912–1943) sinds 1941
- Gerald Wellesley, 7e Prins van Waterloo (1885–1972) sinds 1943
- Arthur Valerian Wellesley, 8e Prins van Waterloo (1915-2014) sinds 1972
- Charles Wellesley, 9e Prins van Waterloo (geb. 1945) sinds 2014

De vermoedelijke opvolger is de zoon van de huidige titeldrager, de in 1978 geboren jhr. Arthur Gerald Wellesley. Volgens Engels gebruik voert hij de 'courtesy title' marquess of Douro.

## Jaarlijkse dotatie
Bij de toekenning van de titel van prins van Waterloo in 1815, werd bij wet van 29 september 1815 (Staatsblad n° 48) met terugwerkende kracht ook een jaarlijkse dotatie toegekend van eertijds ongeveer 20.000 gulden. Deze dotatie had betrekking op onroerende goederen (ongeveer 1.083 hectare) die tezamen dat bedrag van circa 20.000 gulden zouden moeten opleveren. Bij een overeenkomst tussen de Belgische Staat en de 2e hertog van Wellington van 7 juni 1872 werd het kapitaal dat de jaarlijkse betaling van deze rente verzekerde weggelaten. De oppervlakte van de onroerende goederen werd als gevolg van verschillende onteigeningen, teruggebracht tot ongeveer 986 hectare, en de jaarlijkse rente werd gebracht op 81.128 frank. Op 26 januari 1988 werd een overeenkomst afgesloten tussen de Belgische Staat en de 8e hertog van Wellington waarin de laatste definitief en onherroepelijk verzaakte aan deze rente. De Belgische Staat deed tezelfdertijd afstand van zijn recht op terugkeer bij afwezigheid van mannelijke nakomelingen op 25 hectare grond verbonden aan deze dotatie.